# Socjologia farmaceutyków
Socjologia farmaceutyków – dział socjologii analizujący społeczne uwarunkowania związane z konsumpcją leków. Jest bezpośrednio powiązany z socjologią medycyny.
Terminu socjologia farmaceutyków, a dokładniej pojęcia „interpelacyjna socjologia farmaceutyków” (ang. interpellative sociology of pharmaceuticals) użył po raz pierwszy brytyjski socjolog John Abraham, w tekście napisanym z Courtney Davis w 2007 roku. Wskazał w nim na rolę socjologii w ocenie regulacji, które obowiązują przemysł farmaceutyczny. W tym samym roku Abraham wprowadził do socjologii pojęcie farmaceutykalizacji (ang. pharmaceuticalization) na określenie procesu, „w którym kondycja społeczna, behawioralna lub fizyczna człowieka jest traktowana przez lekarzy i pacjentów jako wymagająca terapii przy pomocy farmaceutyków”.
Socjologia farmaceutyków zajmuje się jednak nie tylko procesami farmaceutykalizacji. Interesujące jest dla niej także bezpośrednio z nią powiązane zjawisko medykalizacji. Ważne są dla niej także analizy regulacji prawnych związanych z lekami, bowiem mają one swoje społeczne konsekwencje. Interesuje się również marketingiem farmaceutycznym jako narzędziem służącym do wywarcia wpływu na społeczeństwo, lekarzy, farmaceutów odnośnie do ich decyzji związanych z zażywaniem, przepisywaniem, polecaniem leków. Bada również zjawiska związane z konsumpcją farmaceutyków oraz zajmuje się oczekiwaniami społecznymi dotyczącymi rozwoju leków.